# 臺灣民主國
臺灣民主國是1895年（清光緒21年 / 明治28年 / 永清元年）短暫存在於臺灣的共和制政權。大清帝國在甲午戰爭戰敗後，被迫於同年4月簽訂《馬關條約》將臺灣、澎湖與周邊島嶼割讓予日本，遭到臺灣住民強烈反對，臺灣部分仕紳因而鼓動前清臺灣巡撫唐景崧在同年5月25日宣布建國，並由唐景崧擔任首任大總統。但隨後在因日方接收臺灣而起的乙未戰爭中，其中部分民兵首先叛變，臺北遭到佔領，唐景崧不久後便逃亡廈門，第一共和迅速瓦解。同年6月26日，原大將軍劉永福被選出任第二任大總統，以臺南為基地建立第二共和，並以大天后宮為總統府。但劉永福亦於該年10月19日西渡大陸，兩日後臺南遭日軍攻陷，臺灣民主國滅亡，歷時150天。台日軍隊有數場激戰，日軍因水土不服而病死者較多。
臺灣民主國是臺灣住民為了引起國際社會牽制日本統治而建立的，由年號定為「永清」便可看出其本質上奉清朝為宗主國，並闡明當獨立事成後（驅逐日本人）將回歸清朝統治。臺灣民主國的合法性并没有得到任何国家承认，另有一種說法是：清廷起初默許，但當時德國警告清廷若是開戰可能將付出更多賠償，使清廷亦不支持臺灣民主國，並命令唐景崧離臺返京。

## 歷史

### 甲午戰爭
日本帝國於1874年（清同治13年/明治7年）牡丹社事件出征台灣之前，聘用美國人李仙得為外交顧問。李仙得參與出征台灣的計劃，同時向日本政府進言：「除非將北自樺太島、南至台灣的一連串列島加以佔有，把中國以半月形勢包圍，再在朝鮮與滿州兼持立足點，否則不足以保障帝國之安全、制御東亞」。他的建言給予日本天皇很大刺激，影響所及種植了日本侵略台灣，佔為殖民地的決心。日皇後來的大陆政策，幾乎都是根據李仙得的建議而訂的。
清廷與日本於1894年（光緒20年/明治27年）爆發甲午戰爭。同年年底，日方眼見勝利在望，前樞密顧問井上毅，向首相伊藤博文遞呈漢文意見書，陳述：「世人皆知朝鮮主權必爭之，卻不知台灣之佔有尤為必爭。朝鮮究竟無力獨立。而且，為其保護國雖有義俠美名，並無富殖實益，台灣則然。不但能扼黃海、朝鮮海、日本海航權，亦可開闔東洋門戶。況且與沖繩（琉球）及八重山群島相連，一臂伸處，得以鉗制他人出入。若此一大島落入他人之手，我沖繩諸島將受鼾睡之妨礙，利害相反不啻霄壤。若失此機會，二、三年後台島必為他一大國所有。不然又必成為中立而不可爭之地」，井上說明領有台灣的重要性，並指出如失此良機，再沒有機會。當時，兼任海軍教授、隸屬大本營的中村純九郎，也向海軍軍令部長樺山資紀提出「有關佔領台灣島的建議」，極力主張：「台灣為南中國海的咽喉，日本非把它納入版圖不可」。
1894年（清光緒20年/明治27年）10月，中日開戰之初，英國政府已覺察到日本帝國對台計劃，促使《倫敦時報》報導此事以引起各國注意。法國也極力反對日帝佔領台灣，表示不辭使用武力加以阻止。清朝兩江總督張之洞被這些行動所鼓舞，於翌年3月透過駐倫敦的清朝公使，欲以台灣作抵押向英國借貸數千萬兩，但被拒絕。同一時期，法國艦隊來到澎湖島，告知日軍不久即將進攻澎湖島的消息，法國政府並向清政府提議將台灣暫且讓給法國，戰後再歸還。但是，此提議被中法戰爭時防守台灣的劉銘傳激烈反對而未實現。

### 澎湖陷落
1895年1月（清光緒21年/明治28年），日軍大本營接納井上與中村的意見，決定先行佔領澎湖列島。3月13日於佐世保軍港下令比志島支隊攻佔澎湖，因天候不佳，至3月23日始登陸正角，並於26日完全佔領澎湖，日軍以霍亂病死二千人。為封鎖清政府對台灣的支援，佔領澎湖島不但必要而且是有效的戰略。台灣官民受此衝擊，對日本佔領台灣的企圖感到不安。雖然中日兩國於同月30日簽署了停戰協定，但台灣與澎湖列島被排除在停戰區域之外，不安情緒更為增高，台灣與澎湖列島割讓的傳說也增加了真實感。清政府極力隱瞞和談會議上有關遼東半島與台灣割讓之事，但台灣官民由外國人洋行得到情報，對和談會議的內容約略已知。

### 割讓台灣
4月17日，《馬關條約》簽訂，除賠款外，清廷將福建臺灣省（包含澎湖）與遼寧省南部的遼東半島割讓給日本。台灣巡撫唐景崧上書表示，台灣民眾不服，其約（馬關條約）可廢。5月8日，光緒皇帝批准馬關條約而使其正式生效。5月10日，日方擢昇海軍中將樺山資紀為大將，並任命為首任台灣總督。18日，樺山總督指揮常備艦隊及當時駐在遼東半島的近衛師團，準備接收台灣。而原本一併割讓的遼東半島則因沙俄、法國、德國三國出面干涉，改由清廷贖回。

### 建立

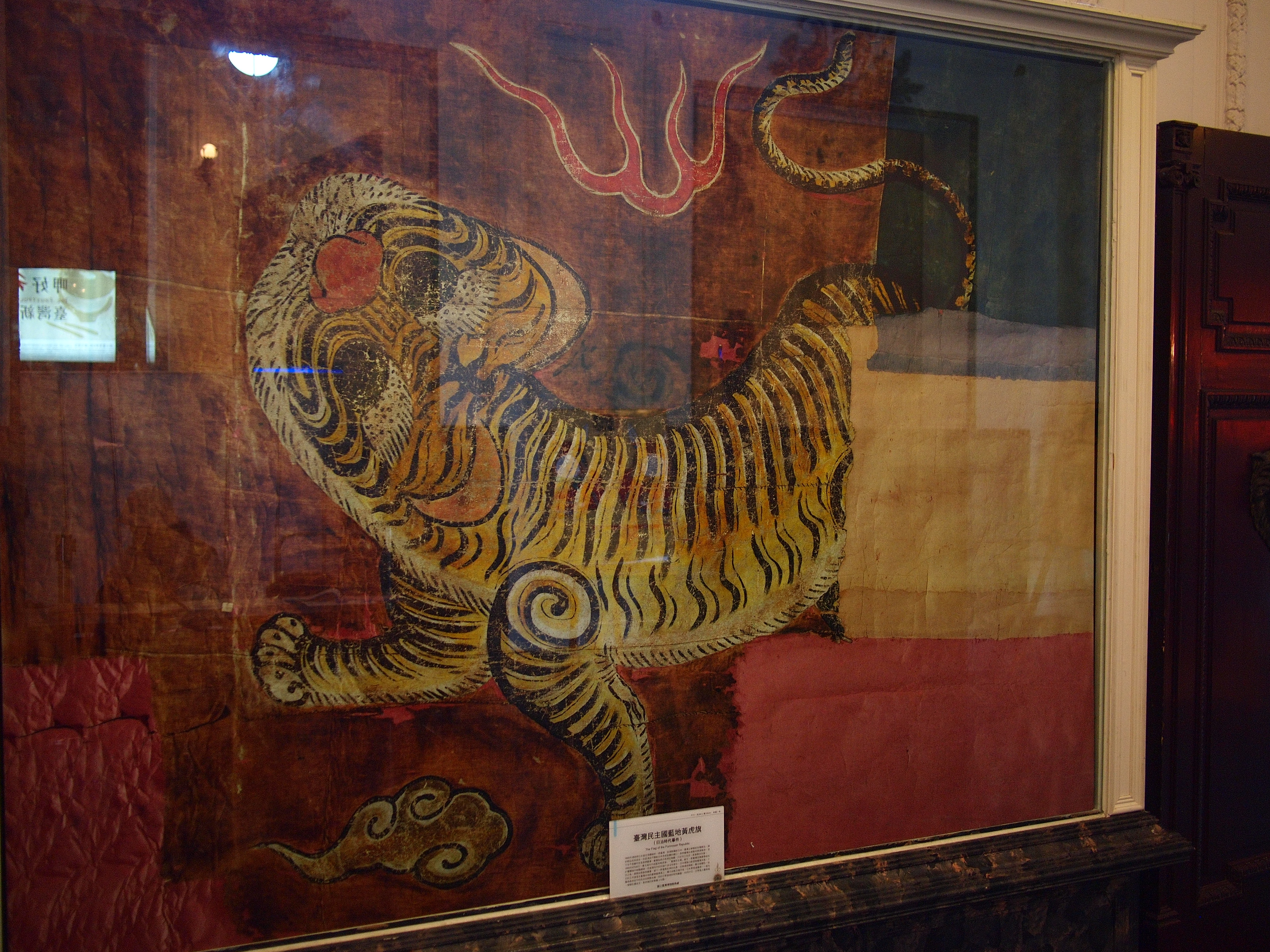
藏於國立臺灣博物館的臺灣民主國國旗摹繪本

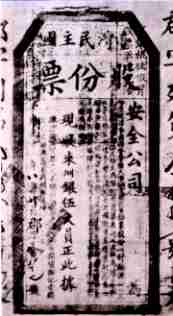
台灣民主國為籌湊龐大軍需而發行的「股分票」

據《清史稿》記載：「光緒……二十一年，棄臺灣，省巡撫。」「日索交臺灣益亟，朝旨命臺灣巡撫唐景崧交臺，臺民洶洶欲變，並引公法力爭。」
清廷將臺灣割讓給日本的決定，在臺灣住民中引起了軒然大波。5月15日，巡撫唐景崧與臺灣士紳密談，會後發表「臺民布告」如下。

我臺灣隸大清版圖二百餘年。近改行省，風會大開，儼然雄峙東南矣。乃上年日本肇釁，遂至失和。朝廷保兵恤民，遣使行成。日本要索臺灣，竟有割臺之款。事出意外，聞信之日，紳民憤恨，哭聲震天。雖經唐撫帥電奏迭爭，並請代臺紳民兩次電奏，懇求改約，內外臣工，俱抱不平，爭者甚衆，無如勢難挽回。紳民復乞援於英國，英泥局外之例，置之不理。又求唐撫帥電奏，懇由總理各國事務衙門商請俄、法、德三大國併阻割臺，均無成議。嗚呼慘矣！查全臺前後山二千餘里，生靈千萬，打牲防番，家有火器。敢戰之士，一呼百萬，又有防軍四萬人。豈甘俯首事仇？今已無天可籲，無人肯援。臺民惟有自主，推擁賢者，權攝臺政。事平之後，當再請命中國，作何辦理。倘日本具有天良，不忍相強，臺民亦願顧全和局，與以利益。惟臺灣土地政令，非他人所能干預。設以干戈從事，臺民惟集萬衆禦之。願人人戰死而失臺，決不願拱手而讓臺。所望奇材異能，奮袂東渡，佐創世界，共立勛名。至於餉銀軍械，目前儘可支持，將來不能不借貸內地。不日即在上海、廣州及南洋一帶埠頭，開設公司，訂立章程，廣籌集款。臺民不幸至此，義憤之倫，諒必慨為佽助，洩敷天之恨，救孤島之危。

如肯認臺灣自立，公同衛助，所有臺灣金礦、煤礦以及可墾田可建屋之地，一概租與開闢，均沾利益。考公法：讓地為紳士不允，其約遂廢；海邦有案可援。如各國仗義公斷，能以臺灣歸還中國，臺民亦願以臺灣所有利益報之。臺民皆籍閩、粵，凡閩、粵人在外洋者，均望垂念鄉誼，富者挾貲渡臺，臺能庇之，絕不欺凌；貧者歇業渡臺，既可謀生，兼同洩憤。此非臺民無理倔強，實因未戰而割全省，為中外千古未有之奇變。臺民欲盡棄其田裡，則內渡後無家可依；欲隱忍偷生，實無顏以對天下。因此槌胸泣血，萬衆一心，誓同死守。倘中國豪傑及海外各國能哀憐之，慨然相助，此則全臺百萬生靈所痛哭待命者也。特此布告中外知之。

臺灣士紳又發電報給總理衙門、北洋大臣、南洋大臣、閩浙總督、福建布政使及全臺長官，表明獨立的意圖：

伏查臺灣為朝廷棄地，百姓無依，惟有死守，據為島國，遙戴皇靈，為南洋屏蔽。。

5月19日，一艘法國巡洋艦抵達基隆，對急需外國勢力協助的臺灣人而言，不啻為大好消息。法國軍官在21日拜訪唐巡撫時，表明如果是為清政府取回土地，則相當困難；如果是為臺灣保護人民，則較容易。在此鼓舞下，原本猶豫不決的唐巡撫遂於5月25日發布「臺灣民主國獨立宣言」（唐景崧就任大總統宣言）如下：

台灣民主國總統，前署台灣巡撫布政使唐為曉諭事：照得日本欺凌中國，大肆要求，此次馬關議款，於賠償兵費之外，復索台灣一島。台民忠義，不肯俯首事仇，履次懇求代奏免割，總統亦奏多次，而中國欲昭大信，未允改約。全台士民，不勝悲憤。當此無天可籲，無主可依，台民公議自立為民主之國。以為事關軍國，必須有人主持，於 四月二十二日 士民公集本衙門遞呈，請余暫統政事。經余再三推讓，復於 四月二十七日 相率環籲； 五月初二 日，公同刊刻印信，文曰：「台灣民主國總統之印」，換用國旗「藍地黃虎」捧送，前來竊見眾志已堅，群情難拂，不得已為保民起見，俯如所請，允暫視事。即日議定，改台灣為民主之國，國中一切新政，應即先立議院，公舉議員，詳定律例章程，務歸簡易。惟是台灣疆土，荷鄭大清經營締造二百餘年，今須自立為國，感念列聖舊恩，仍應恭奉正朔，遙作屏籓，氣脈相通，無異中土，照常嚴備，不可稍涉疏虞。民間有假立名號，聚眾滋事，藉端仇殺者，照匪類治罪。從此台灣清內政、結外援、廣利源、除陋習，鐵路、兵輪次第籌辦，富強可致，雄峙東南，未嘗非台民之幸也。
特此曉諭全台知之。
永清元年五月〇日

吾等如甘受，則吾土吾鄉歸夷狄所有。如不甘受，防備不足故，斷難長期持續。屢與列強折衝，無人肯援，臺民惟有自主。臺民願人人戰死而失臺，決不願拱手而讓臺。臺民公議自立為民主之國。決定國務由公民公選官吏營運。為達計劃且抵抗倭奴侵略。新政府機構中樞必須有人主持，確保鄉里和平。素敬仰巡撫承宣布政使唐景崧，會議決定推舉為臺灣民主國大總統。

初二日公同刊刻印信，全臺灣紳民上呈。當日拂曉，士農工商公集籌防局，開始嚴肅此壯舉。

乞勿遲誤

以全臺之民布告之。

24日將宣言譯成外國語並送至各國駐臺領事館，25日上午9時舉行獨立典禮，宣佈成立「臺灣民主國」。唐景崧被推為臺灣民主國的大總統、丘逢甲為副總統兼團練使，領導義勇軍。劉永福被推為大將軍、李秉瑞為軍務大臣。
臺灣民主國制定藍地黃虎的「黃虎旗」為國旗及國徽、刻有「民主國寶印」文字的國璽、以及建年號為「永清」，臺北為首都。

第四條　採用藍地黃虎國旗，並作為國徽。
——《臺灣民主國臨時憲法》
臺灣第一富豪林維源，雖被推為國會議長，但堅持婉拒，在獨立慶典的第二天就潛逃至廈門。

### 發行獨虎票
臺灣民主國郵票，又稱「獨虎票」，部分西方文獻指為「黑旗票」。本件為第三版，面值50錢，郵票顏色為紅色，四邊有齒孔，厚紙印製，圖案分為4個部分，上方字體為「臺灣民主國」，左邊有「士担帋」（stamp paper），中間為老虎圖案，右邊面值「伍拾錢」。
台灣民主國成立後，籌備軍餉即成為政府的迫切課題。1895年8月10日，負責籌備軍餉的吳質卿至安平海關拜訪當時留守海關的麥嘉林討論籌餉事宜，麥嘉林提出發行「士担帋」（即郵票）之建議。
根據禮密臣的紀錄，臺灣民主國政府發行了2版郵票，第一版使用銀鑄板模印在「很薄的衛生紙上」，且沒有齒孔。後來版模遭熔毀，當局則從廣東取得較好的郵票版模印製第二版郵票。 :227禮密臣也提到，由於外國的集郵需求，市場上已出現偽票，且與真票比起來「偽票製作得更好且更有雕琢意味」，易於分辨。由於發行該郵票之目的，實為募集資金，獨虎票除了作為郵票使用外，也可能作為其他文件及稅收的收據以籌募款項。

### 乙未戰爭

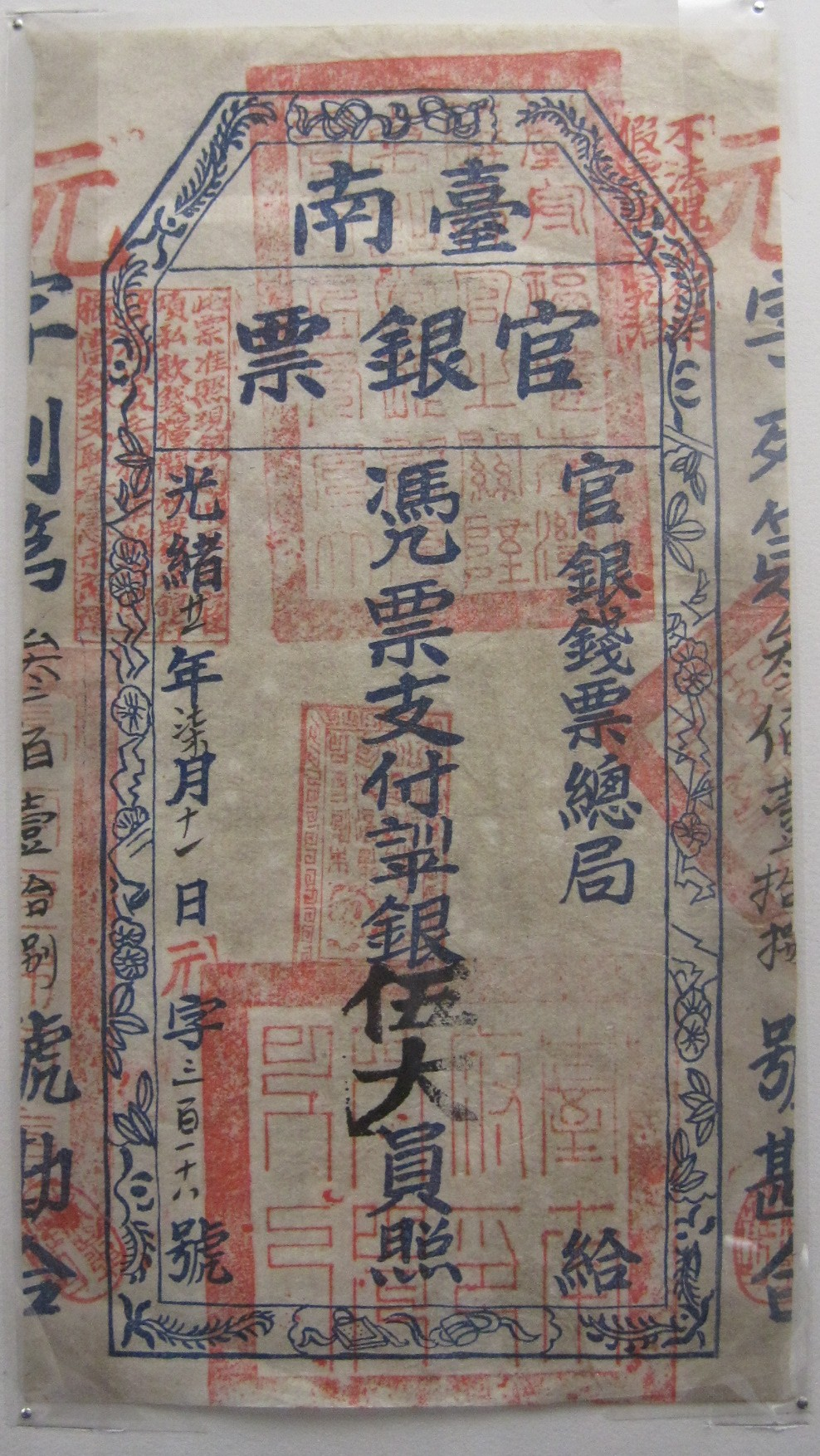
臺南官銀票伍大員。

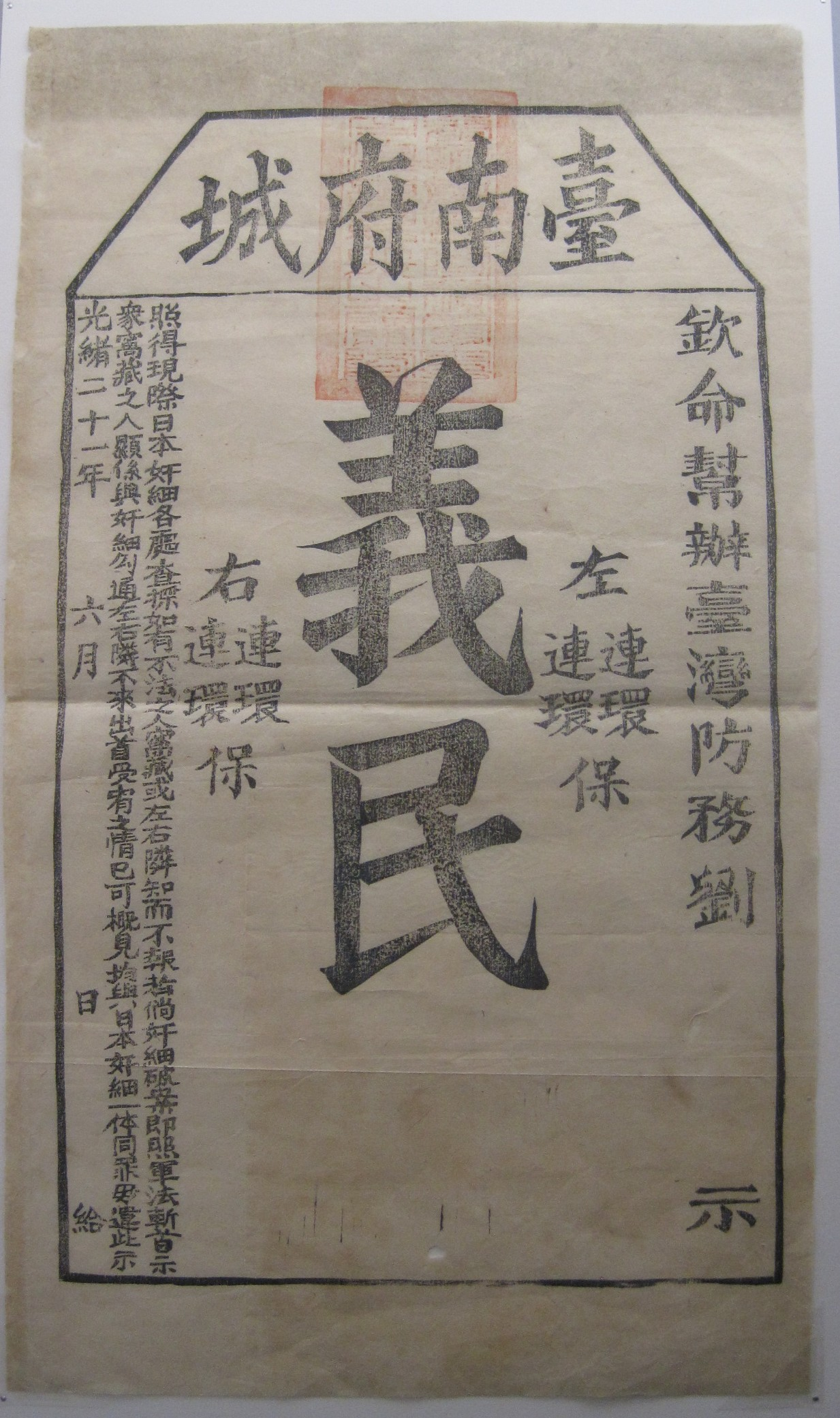
臺南府城義民牌。

5月27日，日本近衛師團的主力部隊與樺山總督在沖繩會合後，即往台灣前進。5月29日，日軍在澳底（今新北市貢寮區境內）登陸。6月2日，清廷代表李經芳與日本代表樺木完成台灣交接。6月3日，獅球嶺砲台與基隆相繼陷落，民主國正規軍戰死者在200人以上。
6月3日敗兵退入台北，引發紛亂。6月4日傍晚，總統唐景崧化妝成老婦，帶著銀兩逃出台北。6月6日，唐景崧搭上德國商輪鴨打號（Arthur），從淡水逃往廈門。有部分史學家據此，將該日定為台灣民主國的滅亡日。6月7日，副總統丘逢甲得知唐景崧率先逃亡後，也決定跟著逃亡，帶著十萬兩白銀的起義款項逃往廣東嘉應。6月11日，泉州人辜顯榮代表艋舺士紳迎接日本軍進入台北城。同時，軍務大臣李秉瑞、義勇軍大統領吳湯興堅守崗位積極備戰。
6月19日，日軍開始南下進攻桃園、新竹。22日前鋒部隊佔領竹塹城前後，開始遭到客家烈士吳湯興（苗栗銅鑼人）、姜紹祖（新竹北埔人）、徐驤（苗栗頭份人）等人率領的義勇軍的游擊式「壯烈反抗」。另外，在三角湧的隆恩埔、分水崙等地，日軍分別遭到當地義勇軍的包圍伏擊，死傷多達數百人。
6月26日，餘眾在台南擁立民主國大將軍、黑旗軍統帥劉永福為第二任大總統，遷都臺南，號稱南都，設總統府於大天后宮。為籌措經費，劉甚至曾經發行鈔票與郵票。學者將劉永福在臺南所建的政權稱之為「台南共和」（Tainan Republic）或「第二共和」（Second Republic）。劉永福以劉成良統福軍駐旗後砲臺，合鄭超英、周得啟、孔憲盈各軍防安平；是為海口之防。
8月下旬，雙方各自集結於八卦山一帶。27日，日軍開始零星砲擊八卦山的抗日義勇軍陣地。29日半夜發動進攻，歷經八小時的激戰，於當日上午八時取得勝利。此役為乙未戰爭最大的正面會戰，史稱「八卦山之役」。
由於戰情不如預期，日軍增派混成第四旅團及第二師團，分別於嘉義布袋與台灣最南端屏東枋寮登陸。10月3日起，分別於三方向進佔台灣南部各城。
10月11日，當嘉義之陷，劉永福知事不可為，令鄭超英守安平、柯月坡守炮台，並分兵扎罾門溪上。
10月16日，日艦七、運船二攻旗後砲臺，守將劉成良，永福義子也，互擊兩時許，臺陷，逃歸臺南。10月18日，日軍略舊城，以騎兵迫臺南。鄭青拒之於二層行溪，旋聞劉帥已遁，斷橋退入山。

### 滅亡
鎮守台南的劉永福最終也和台北的唐景崧、台中的丘逢甲一樣臨陣潛逃。
10月20日，劉永福見大勢已去，與其義子劉成良搭乘英國籍商船「塞里斯輪」（Thales，《臺灣通史》譯作「爹利士」）內渡廈門而去（1895年台海登船臨檢事件）。郡中大震，爭舟走廈門，臺南城內秩序大亂。
10月21日辰刻，地方士紳陳修五、吳道源懇請英國牧師巴克禮及宋忠堅等人向日軍第二師團乃木希典將軍交涉，巴克禮與及教徒執英國旗，在夜間前往軍營，引導日軍不流血和平入城，日軍由小南門順利進入臺南城，至此民主國滅亡。
10月22日，日本水軍由安平南路入安平港，遺兵二十餘人被殺。
10月23日，近衛師團長北白川宮能久親王由北路入安平，日軍四旅團大軍會合後，和平進入台南城。

## 臺灣民主國宣言

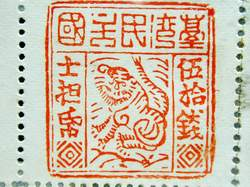
獨虎票以老虎為圖案，是1895年時，臺灣民主國為籌措抗日軍餉而發行的郵票。左方的「士担帋」三字即是「郵票（Stamp）」的音譯。

該宣言係由陳季同所起草，於1895年（清光緒21年/明治28年/永清元年）5月24日將宣言的英文譯文送給在臺北的各國領事館。宣言內容主要為：
|  | 日寇強橫，欲併臺灣。臺民曾派代表詣闕力爭，未蒙俞允。局勢危急，日寇將至。我如屈從，則家鄉將淪於夷狄；如予抗拒，則實力較弱，恐難持久。業與列國迭次磋商，儉謂臺灣必先自立，始可予我援助。臺灣同胞，誓不服倭，與其事敵，寧願戰死。爰經大會議決，臺灣自立，改建民主國；官吏皆由民選，一切政務秉公處理。但為禦敵及推行新政，必須有一元首，俾便統率，以維持秩序而保安寧。巡撫承宣布政使唐景崧為萬民所敬仰，故由大會公推為臺灣民主國大總統……。 |

## 政府組織

### 歷任大總統
1895年（清光緒21年/明治28年/永清元年），清廷簽訂《馬關條約》將臺灣和澎湖割讓給日本。5月25日，共和國政體的「臺灣民主國」成立，原臺灣巡撫唐景崧擔任大總統。不久，唐景崧率先逃回中國大陸。同年6月，民主國在臺南城擁立原大將軍劉永福為第二任大總統。10月20日，劉永福亦兵敗逃離；翌日臺南城陷落，臺灣民主國因而滅亡，存在時間僅150天。
| 任別   | 姓名   | 任期                         |
| ------ | ------ | ---------------------------- |
| 第一任 | 唐景崧 | 1895年5月25日─1895年6月6日   |
| 第二任 | 劉永福 | 1895年6月26日─1895年10月21日 |

### 台北時期政府組織
- 大總統：唐景崧
- 副總統兼團練使：丘逢甲
- 大將軍：劉永福
- 義軍總兵：李惟義
- 軍務大臣：李秉瑞（原禮部主事）
- 內務大臣：俞明震（原刑部主事。唐景崧就任後，改布政使司為「臺灣承宣布政總理內務衙門」，以俞明震為「臺灣承宣布政總理內務衙門」督辦。）
- 外務大臣：陳季同（原副將）
- 情報局長：李祥甫
- 遊說使[30]：姚文棟
- 議院議長：林維源
- 議院議員：陳雲林、洪文光、白其祥等
- 臺灣道觀察使：忠滿（兼護印）[31]，一說為區鴻基[32]
  - 臺北府知府：俞鴻
    - 淡水縣知縣：凌汝曾
    - 新竹縣知縣：王國瑞
    - 宜蘭縣知縣：俞秉焜
    - 基隆廳同知：方祖蔭
    - 南雅廳通判：宋維釗

  - 臺灣府知府：黎景嵩
    - 臺灣縣知縣：史濟道
    - 彰化縣知縣：羅樹勳
    - 苗栗縣知縣：李烇
    - 雲林縣知縣：羅汝澤（農曆五月內渡，後改李郁華）
    - 埔里社廳通判：溫培華

  - 臺南府知府：忠滿（兼護印）
    - 安平縣知縣：忠滿
    - 嘉義縣知縣：孫育萬
    - 鳳山縣知縣：盧自鑠
    - 恆春縣知縣：歐陽萱（乙未戰爭陣亡）

  - 臺東直隸州知州：胡傳（原職，胡適之父親，內渡）

### 台南時期政府組織
- 大總統：劉永福
- 義軍總兵：李惟義
- 軍務大臣：李秉瑞
- 全台義民大統領: 吳湯興
- 情報局長：李祥甫
- 議院議長：許獻琛
- 議院議員：許南英、林際春、徐元焯、謝鵬翀、陳鳳昌、林馨山等
- 籌防局長：陳鳴鏘[33]
- 財政部長：連德政[註 1]
- 臺灣道：忠滿（兼署）
  - 臺北府（府治已失陷）
    - 新竹縣（部分失陷）知縣：李烇（兼署）

  - 臺灣府知府：黎景嵩
    - 臺灣縣知縣：史濟道
    - 彰化縣知縣：羅樹勳
    - 苗栗縣知縣：李烇
    - 雲林縣知縣：羅汝澤（農曆五月內渡，後改李郁華）
    - 埔里社廳通判：溫培華

  - 臺南府知府：忠滿（署理）
    - 安平縣知縣：鄭文海
    - 嘉義縣知縣：孫育萬
    - 鳳山縣知縣：林東青
    - 恆春縣知縣：盧肇經

  - 臺東直隸州知州：孫振鐸（原砂金局督辦）[34]

## 票樣

### 臺南官銀票
| 图案                                                       | 正面                                                                                                | 背面 | 面值   | 發行日期                    | 備註 |
| ---------------------------------------------------------- | --------------------------------------------------------------------------------------------------- | ---- | ------ | --------------------------- | --- |
| 直式臺南官銀票壹大員券 光緒21年發行 （页面存档备份，存于） | 藍色調 碑形圖像、 官銀錢票總局、 臺南官銀票、 「憑票支付圳平銀壹大員照」 及各式紅色官章戳加印。     | 無   | 壹大員 | 光緒21年（1895年） 永清元年 | 版別：臺南官銀票壹大員券 （页面存档备份，存于） 印製年版：光緒21年（1895年） 發行地區：臺灣地區 鈔券尺寸(毫米)：250 X 135。 |
| 直式臺南官銀票壹大員券 光緒21年發行 （页面存档备份，存于） | 藍色調 碑形圖像、 護理臺南府正堂忠、 臺南官銀票、 「憑票支付圳平銀壹大員照」 及各式紅色官章戳加印。 | 無   | 壹大員 | 光緒21年（1895年） 永清元年 | 版別：臺南官銀票壹大員券 （页面存档备份，存于） 印製年版：光緒21年（1895年） 發行地區：臺灣地區 鈔券尺寸(毫米)：250 X 135。 |
| 直式臺南官銀票伍大員券 光緒21年發行 （页面存档备份，存于） | 藍色調 碑形圖像、 官銀錢票總局、 臺南官銀票、 「憑票支付圳平銀伍大員照」 及各式紅色官章戳加印。     | 無   | 伍大員 | 光緒21年（1895年） 永清元年 | 版別：臺南官銀票伍大員券 （页面存档备份，存于） 印製年版：光緒21年（1895年） 發行地區：臺灣地區 鈔券尺寸(毫米)：250 X 135。 |
| 直式臺南官銀票伍大員券 光緒21年發行 （页面存档备份，存于） | 藍色調 碑形圖像、 護理臺南府正堂忠、 臺南官銀票、 「憑票支付圳平銀伍大員照」 及各式紅色官章戳加印。 | 無   | 伍大員 | 光緒21年（1895年） 永清元年 | 版別：臺南官銀票伍大員券 （页面存档备份，存于） 印製年版：光緒21年（1895年） 發行地區：臺灣地區 鈔券尺寸(毫米)：250 X 135。 |
| 直式臺南官銀票拾大員券 光緒21年發行 （页面存档备份，存于） | 藍色調 碑形圖像、 官銀錢票總局、 臺南官銀票、 「憑票支付圳平銀拾大員照」 及各式紅色官章戳加印。     | 無   | 拾大員 | 光緒21年（1895年） 永清元年 | 版別：臺南官銀票拾大員券 （页面存档备份，存于） 印製年版：光緒21年（1895年） 發行地區：臺灣地區 鈔券尺寸(毫米)：250 X 135。 |
| 直式臺南官銀票拾大員券 光緒21年發行 （页面存档备份，存于） | 藍色調 碑形圖像、 護理臺南府正堂忠、 臺南官銀票、 「憑票支付圳平銀拾大員照」 及各式紅色官章戳加印。 | 無   | 拾大員 | 光緒21年（1895年） 永清元年 | 版別：臺南官銀票拾大員券 （页面存档备份，存于） 印製年版：光緒21年（1895年） 發行地區：臺灣地區 鈔券尺寸(毫米)：250 X 135。 |

## 研究與評論

### 關於英文名稱
「台灣民主國」所用的英文名稱似乎是「The Republic of Formosa」。後來以劉永福為首的「第二共和」政府也併用「The Taiwan Republic」這個名稱。
然而，在英文文獻中，相關作者對「民主國」採用的譯名卻相當不一致，除了「The Republic of Formosa」和「The Taiwan Republic」
以外，還可以發現的譯名包括「The Formosan Republic」、「Republic of Taiwan」以及「The Formosan Democratic Republic」。
民主國的英文郵戳則有使用「Formosan Republic」。

### 亞洲第一個共和國之疑義
臺灣民主國的誕生比同樣採取共和制的中華民國早16年，容易被誤認為「亞洲最早的共和國」或「亞洲最早的民主共和國」。然而在此之前，早在1777年婆羅洲就出現蘭芳共和國，是亞洲第一個以共和國自稱的政權。接著1868年北海道出現蝦夷共和國，是亞洲最早透過選舉制度組織政府的政權（士官級以上的幹部具備選舉權）。精確的說，臺灣民主國應該是亞洲第一個以民主國自稱的政權，但因戰亂未能執行民主制度。
另一方面，比台灣民主國晚了3年，在菲律賓也出現同樣短命之阿奎納多（Don Emilio Aguinald）的菲律賓共和國。繼1912年的中華民國之後，1920年在極寒地帶之西伯利亞，也出現另外一個短命的遠東共和國。其後，亞洲地域再有新的共和國出現就要等到第二次世界大戰結束以後。

### 各界的解讀
對於這個在臺灣歷史上曾經短暫存在的政權，學者間對其本質一直存在著不盡相同的看法。
首先，全世界大多数的学者，似乎不约而同地强调这个所谓“共和国”的“人为性（artificiality）”。他们认为，民主国是清朝官方及台湾地方上层领导阶级用来寻求国际支持、藉以吓阻日本攻台的权宜作法，还维持其对清廷的忠诚。以李筱峰的看法为例，他说：“台湾民主国不能算是一次真正的台湾独立运动。清廷的官吏在甲午战败后，想以台湾作为和谈的筹码，但恐台民不服，因而必须在台湾制造抗日行动，使台民觉得是日本来占领台湾，而不是清廷将台湾出卖”。 　　
第二，比较倾向中国民族主义的作者，则认为民主国的抗争是中国人民对抗日本帝国主义之斗争的一环。为了强化其对台湾主权属于中国的结论，他们通常会强调“抗日运动”当中的中国性（Chineseness）。赖建国就对“民主国”有这样的评论：“台湾民主国的政治定位，是设计属于清朝或中国之下的，并不具备一种独立自主的地位；加上它是一种过渡性的短暂组织，当台湾归还中国的任务达成后，它就自行结束。” 　
也有一些支持台独的学者所持看法與上開論述十分的类似。史明认为：“‘台湾民主国’虽说以独立自主为宗旨，但是，其所代表的思想意识，并不一定和台湾本地人大众相吻合……所指向的政治目标也脱离不了老一套的满清统治下封建中国之圈内。”另外，王育德也认为台湾民主国的独立宣言格调不能算高，主要是宣言中的“恭奉正朔，遥作屏籓”这句话，令他怀疑民主国的独立精神。 
支持台獨立場的學者，試著將民主國視為一個「事實（de facto）」獨立的國家，而將其放在台灣人民從十七世紀以來反抗異族統治的脈絡下來解讀。黃昭堂就認為，和台灣歷史上之前的政治運動相比，台灣民主國有以下三大特點：
1. 在獨立宣言中主張：「所有的國務都由公民公選出來的官吏來推動」。關於這一點，不管是出於歐美人士的建議，或是為了得到外國承認而採取的一種手段，用公民（People）這個詞彙來宣揚台灣住民的意志有其特別的意義。
2. 台灣民主國是第一個明確地表達了以台灣作為領土的建國運動。
3. 不論實際的情形如何，它是首次嘗試亞洲任何其他國家所未曾經歷過的共和體制。[46]（實際上在此之前，亞洲已出現過兩次共和制國家）[47]

## 相關影視作品
- 電影《一八九五》，改編自李喬《情歸大地》，2008。
- 電視劇《台灣1895》，中國大陆，中央電視台，2008。
- 電視劇《亂世豪門》，台湾公共電視，2007。

### 書籍
（按作者姓氏注音符號與英文字母順序排列）
- 臺灣省文獻委員會.  (M). 台北市: 衆文圖書. 1990年.
- 李筱峰. .  (M). 台北: 玉山社. 1995年: 73–145.
- 林憲. .  (C). 台灣史學述研討會論文集. 台北: 台灣史研究會. 1988年: 26–50.
- 梁華璜.  (M). 高雄: 庚子出版社. 1974年.
- 黃秀政.  (M). 台北: 台灣商務印書館. 1992年.
- 黃昭堂.  (M). 廖為智. 台北: 台灣現代學術研究會. 1993年.
- 徐博東. . . 台灣史學述研討會論文集. 台北: 台灣史研究會. 1988年: 310–336.
- 陳偉芳.  (M). 西寧: 廣西人民出版社. 1981年.
- 施敏輝. .  (C). Irvine，Calif.: 台灣出版社. 1985年: 1–18.
- 施家順.  (M). 屏東: 現代教育出版社. 1984年.
- 史明.  (M). San Jose，Calif.: 蓬島文化公司. 1980年.
- 吳密察、張炎憲、李筱峰、戴寶村. .  (C). 台北: 玉山社. 1996年: 11–54.
- Chang, Lung-chih. . Paper presented at the annual meeting of North America Taiwan Studies Conference, 2-4 June, New Haven, Conn. 1995.
- Lamley, Harry J. . The Journal of Asian Studies. 1968, 27 (4): 739–62.
- Lamley, Harry J. . Leonard H. D. Gordon  (编). . New York: Columbia University Press. 1970: 23–77.
- Lamley, Harry J. . Paul K. T. Sih  (编). . New York: St. John's University Press. 1973: 241–316.
- Morris, Andrew. . Stephane Corcuff  (编). . Armonk, N.Y.: M. E. Sharpe. 2002: 3–24.
- Su, Bing. . translated by Kuo-tsi Tai. Washington, D.C.: Taiwanese Cultural Grassroots Association. 1986.

## 外部連結
- 南瀛抗日人物誌：台灣民主國的成立
- 郭弘斌：日本對台灣的企圖 （页面存档备份，存于）
- 《台灣民主國》的假獨立與短命，邱國禎，《民眾日報》 （页面存档备份，存于）